# 白俄罗斯文化
白俄羅斯傳統服飾最初受基輔羅斯時期服飾風格的影響，隨後主要受波蘭、立陶宛、拉脫維亞、俄羅斯等其他歐洲國家的影響。除了受羅塞尼亞文化的影響，白俄羅斯的烹飪技術接近立陶宛，但他給人的感覺是沒有鄰國豐富，也沒有鄰國那樣引人矚目。
不過，這可能是由於普遍缺乏國家認同，仍然繼續拉回一個民族發展，也使許多人喪失了傳統的飲食，在過去100年，俄羅斯化使白俄羅斯許多傳統文化消失。

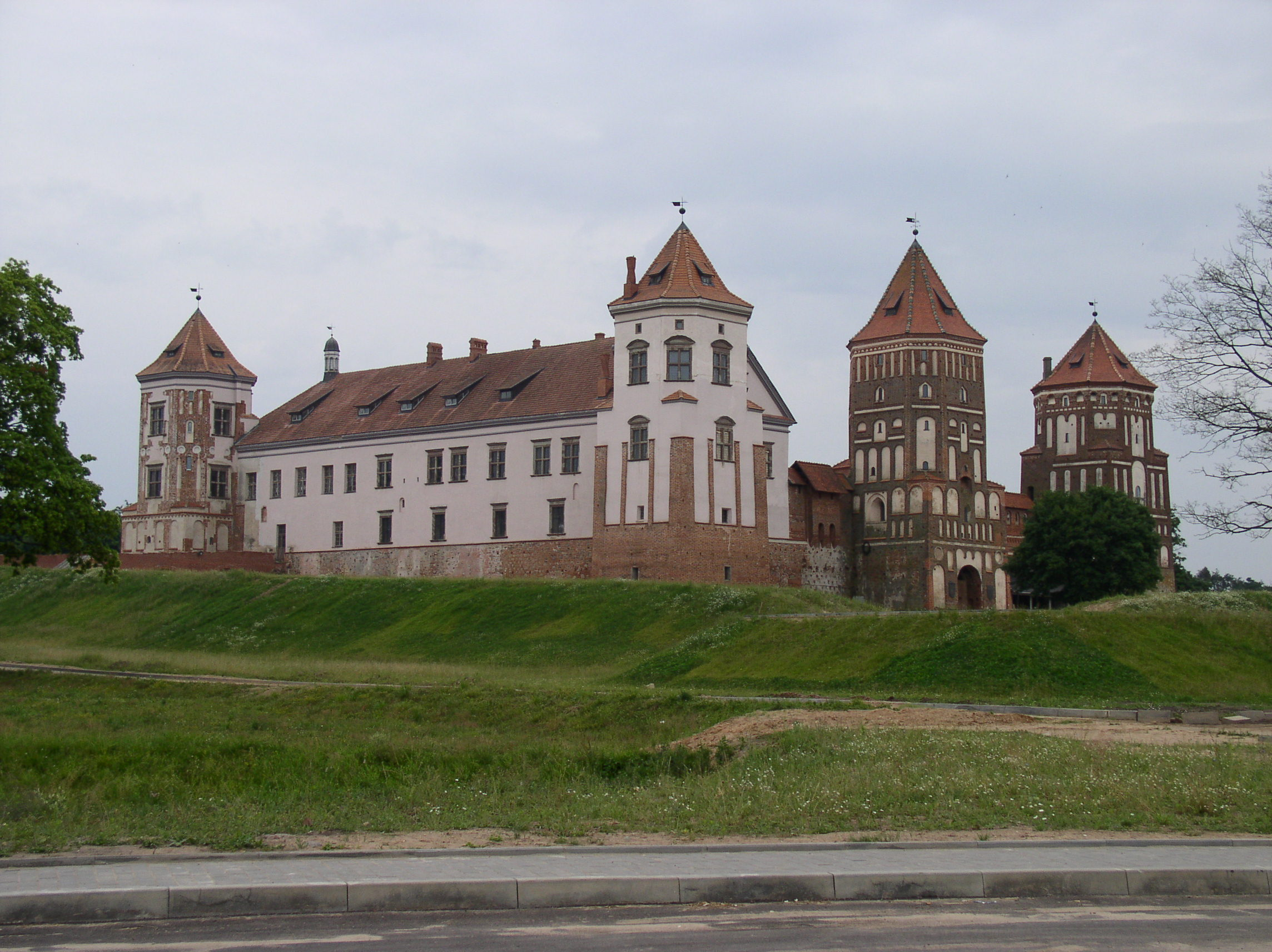
замак城堡

盧卡申科總統提出法律生效電台和電視台向市民介紹了白俄羅斯的百分比每日人才，但沒有說明是否要在性能和白俄文。上述電台和電視台是國有，大部分國家控制的國民。白俄羅斯政府每年贊助不少文化節：
1. "精湛的七十二坊"；
2. "明斯克春"；
3. "七十二文藝會議"。
4. 國際爵士樂節；
5. 全國收穫祭；
6. "兒童及青少年藝術"；
7. 青年藝術比賽綜藝節目；
8. "慟的"；
9. 白節
10. 全國詩與歌。

這些事件展現白演員才華，無論是在音樂、藝術、詩歌、戲劇或舞蹈。在這些節日，各獎項命名為授予蘇聯英雄、白俄羅斯、優秀音樂藝術。一些國家假日，如獨立日和勝利日，吸引人潮如煙花匯演包括各種軍事遊行。最鍾愛的節日，或在明斯克舉行。

## 世界文化遺產
白俄羅斯有四個世界遺產遺址：
1. 米尔城堡群；
2. 涅斯维日城堡
3. 别洛韦日森林（與波蘭共有）；
4. 斯特鲁维测地弧（愛沙尼亞、芬蘭、拉脫維亞、立陶宛、挪威、摩爾多瓦、俄羅斯、瑞典和烏克蘭共有）。